# Бауэрман, Альфред
Альфред Джеймс Бауэрман (англ. Alfred James Bowerman; 22 ноября 1873, Бриджуотер, Сомерсет — 20 июля 1947, Брисбен) — британский крикетист, чемпион летних Олимпийских игр 1900.
На Играх участвовал в единственном крикетном матче Великобритании против Франции, выиграв который, он получил золотую медаль. Всего он набрал 66 очков.